# Elezione del Presidente del Parlamento europeo del 2024
L'elezione del Presidente del Parlamento europeo del 2024 per la prima metà della X legislatura si è svolta il 16 luglio.
La presidente uscente è Roberta Metsola, che a norma dell'articolo 14, comma 2 del Regolamento ha presieduto la seduta inaugurale. Poiché Metsola era anche tra i candidati, ha ceduto la presidenza al momento dell'elezione del Presidente alla prima vicepresidente della IX legislatura rieletta Pina Picierno.
La stessa maltese Roberta Metsola, appartenente al gruppo del Partito Popolare Europeo, è stata rieletta presidente del Parlamento al I scrutinio.

## Elezione
Rispettando la prassi dell'alternanza alla presidenza del Parlamento europeo in ogni legislatura tra popolari e socialdemocratici, tutti i maggiori gruppi politici sostenevano la rielezione per la prima metà della legislatura di Roberta Metsola, generalmente apprezzata dai parlamentari anche per la gestione del Qatargate durante la precedente legislatura. I restanti gruppi politici non le avevano quindi opposto altre candidature, con l'eccezione del gruppo della sinistra che aveva candidato simbolicamente la spagnola Irene Montero. Metsola è quindi risultata eletta a larga maggioranza al primo scrutinio con oltre il 90% delle preferenze.

## Dettaglio dell'elezione

### Preferenze per Roberta Metsola
| Scrutinio | Voti | Percentuale |
| --------- | ---- | ----------- |
| I         | 562  | 90,2%       |

## I scrutinio
Per la nomina è richiesta la maggioranza assoluta dei voti validi.
| Dati votazione       | Dati votazione |  | Nome                    | Nome | Voti |
| -------------------- | -------------- |  | ----------------------- | ---- | ---- |
| Votanti              | 699            |  | Roberta Metsola (PPE)   | 562  |      |
| Schede bianche/nulle | 76             |  | Irene Montero (GUE/NGL) | 61   |      |
| Voti validi          | 623            |  |                         |      |      |
| Maggioranza          | 312            |  |                         |      |      |

Risulta eletta: Roberta Metsola